# Murat (famiglia)

Grande stemma della Casa Murat

La Casa Murat (in francese: Maison Murat) è una famiglia della nobiltà francese che ebbe come capostipite Gioacchino Murat, maresciallo dell'Impero e ammiraglio di Francia.

## Storia
Murat, il cui padre era un semplice albergatore, aveva sposato il 20 gennaio del 1800 Maria Annunziata Carolina Bonaparte, sorella minore di Napoleone Bonaparte; per questo e per i suoi meriti militari, suo cognato gli conferì i titoli di Principe Murat nel 1805, Granduca di Berg nel 1806 e Re di Napoli nel 1808, affidandogli il regno omonimo. Il 5 dicembre 1812 il secondo figlio di Gioacchino, Luciano Murat, fu creato per decreto imperiale Principe di Pontecorvo (un Principato enclave al Regno di Napoli). Sia Gioacchino e sia suo figlio Luciano vennero deposti nel maggio del 1815. I discendenti di Gioacchino continuarono, e continuano tutt'oggi, ad utilizzare i titoli di Principe Murat e Principe di Pontecorvo.

## Discendenza
1. Pierre Murat (*Labastide-Fortunière, 1634), sposato (a Labastide-Fortunière il 14 giugno 1684) con Catherine Badourès (Francia, 1665 - Francia, 28 novembre 1697)
1.1. Guillaume Murat (Labastide-Fortunière, 6 gennaio 1692 - Labastide-Fortunière, 18 novembre 1754), sposato (a Labastide-Fortunière il 22 febbraio 1718) con Marguerite Herbeil (Francia, 1695 - Labastide-Fortunière, 26 febbraio 1755), figlia di Bertrand Herbeil e di Anne Roques (o Rogues)
1.1.1. Pierre Murat-Jordy (Labastide-Fortunière, 23 ottobre 1721 - Labastide-Fortunière, 27 luglio 1799), albergatore, sposato (a Labastide-Fortunière il 22 febbraio 1746) con Jeanne Loubières (Labastide-Fortunière, 1722 - Labastide-Fortunière, 11 marzo 1806), figlia di Pierre Loubières (+Francia, 30 dicembre 1738) e di Jeanne Viellescazes (+Francia, 25 agosto 1754)
1.1.1.1. Pierre Murat (Labastide-Fortunière, 29 novembre 1748 - Francia, 8 ottobre 1792), sposato (a Labastide-Fortunière il 26 febbraio 1783) con Louise d'Astorg (Labastide-Fortunière, 23 ottobre 1762 - Labastide-Fortunière, 31 maggio 1832), figlia di Aymeric d'Astorg (*Francia, 1721 - Francia, 7 maggio 1768) e di Marie d'Alanyou (*Francia, 1740)
1.1.1.1.1. Marie Louise Murat (Labastide-Fortunière, 5 aprile 1784 - Labastide-Fortunière, 2 febbraio 1786)
1.1.1.1.2. Pierre Murat (Labastide-Fortunière, 25 ottobre 1785 - Labastide-Fortunière, 6 aprile 1792)
1.1.1.1.3. Radegonde Murat (Labastide-Fortunière, 13 agosto 1787 - Labastide-Fortunière, 30 ottobre 1800)
1.1.1.1.4. Johan Murat (Labastide-Fortunière, 7 settembre 1788 - battaglia navale di Cabo Ortegal, 4 novembre 1805)
1.1.1.1.5. Thomas Joachim Murat (Labastide-Fortunière, 11 dicembre 1790 - Labastide-Fortunière, 2 ottobre 1792)
1.1.1.1.6. Marie Antoinette Murat (Cahors, 5 gennaio 1793 - Sigmaringen, 19 gennaio 1847), Principessa, sposata (a Parigi il 4 febbraio 1808) con Karl III Anton Friedrich Meinrad Fidelis von Hohenzollern-Sigmaringen (Sigmaringen 20 febbraio 1785 - Bologna, 11 marzo 1854), Principe von Hohenzollern-Sigmaringen, figlio di Anton Aloys Meinrad Franz von Hohenzollern-Sigmaringen (Sigmaringen 20 giugno 1762 - Sigmaringen, 17 ottobre 1831), Principe von Hohenzollern-Sigmaringen e Conte van Berg-'s Heerenberge, e di Amalie Zephyrine von Salm-Kyrburg (Parigi 5 marzo 1760 - Sigmaringen, 17 ottobre 1841), Principessa von Salm-Kyrburg & von Hohenzollern-Sigmaringen
1.1.1.1.6.1. Karoline Annunciata Joachime Anthonia Amalia von Hohenzollern-Sigmaringen (Castello Krauchenwies, 6 giugno 1810 - Castello Sigmaringen, 21 giugno 1885), sposata in 1° nozze (il 1839) con Frederich Franz Anton von Hohenzollern-Hechingen (Rakovník, 3 novembre 1790 - Piešťany, 14 dicembre 1847), Conte van Hohenzollern-Hechingen, figlio di Friedrich Franz Xavier Joseph von Hohenzollern-Hechingen (Castello Gheule-Maastricht, 31 maggio 1757 - Vienna, 6 aprile 1844), Conte van Hohenzollern-Hechingen, e di Maria Theresia von Wildenstein (Graz, 23 giugno 1763 - Vienna, 16 novembre 1835), e sposata in 2° nozze (a Lichtenthal il 2 febbraio 1850) con Johan Stäger von Waldburg (1822 - 4 aprile 1882)
1.1.1.1.6.2. Karl Anton Joachim Zephyrinus Frederik Meinrad van Hohenzollern-Sigmaringen (Krauchenwies-Sigmaringen, 9 luglio 1811 - Sigmaringen, 6 febbraio 1885), Principe von Hohenzollern-Sigmaringen, sposato (a Baden-Baden il 31 ottobre 1834) con Josephine Friederike Luise von Baden-Zähringen (Mannheim 21 ottobre 1813 - Sigmaringen, 19 giugno 1900), Principessa von Baden & von Hohenzollern-Sigmaringen, figlia di Karl Ludwig Friedrich von Baden-Zähringen (Karlsruhe, 8 giugno 1786 - Rastatt, 18 dicembre 1818), Granduca di Baviera, e di Stephanie Louise Adriana de Beauharnais (Versailles, 28 agosto 1789 - Nizza, 29 gennaio 1860), Principessa di Francia e Granduchessa di Baviera
1.1.1.1.6.3. Amalie Antoinette Karoline Adrienne von Hohenzollern-Sigmaringen (Sigmaringen, 30 aprile 1815 - Sigmaringen, 14 gennaio 1841), Principessa von Sachsen-Altenburg, sposata (a Sigmaringen il 25 luglio 1835) con Eduard Karl Wilhelm Christian von Sachsen-Hildburghausen (Wettin, Ernestiner) (Hildburghausen, 3 luglio 1804 - Monaco di Baviera, 16 maggio 1852), Principe von Sachsen-Altenburg, figlio di Friedrich Wettin von Sachsen-Hildburghausen (Hildburghausen 29 aprile 1763 - Hummelshain, 29 settembre 1834), Duca di Sachsen-Hildburghausen und Sachsen-Altenburg, e di Charlotte Georgine Luise Georgine von Mecklenburg-Strelitz (Hannover, 17 novembre 1769 - Hildburghausen, 14 novembre 1818), Principessa von von Mecklenburg-Strelitz e Contessa di Sachsen-Hildburghausen
1.1.1.1.6.4. Friederike Wilhelmine von Hohenzollern-Sigmaringen (Sigmaringen, 24 marzo 1820 - Forlì, 7 settembre 1906), Principessa von Hohenzollern-Sigmaringen, sposata (il 1844) con Gioacchino Napoleone Pepoli (Bologna, 10 ottobre 1825 - Bologna, 26 marzo 1881), Marchese di Pepoli, figlio di Guido Taddeo Pepoli e di Letizia Murat
1.1.1.2. Antoinette Murat
1.1.1.3. André Murat (*Francia, 1760, sposato con Jeanne Françoise Besse, figlia di Jean Pierre Besse e di Marie Grepon
1.1.1.4. JOACHIM LOUIS NAPOLÉON MURAT (Labastide-Fortunière, 25 marzo 1767 - Pizzo Calabro, 13 ottobre 1815)
da Gioacchino Murat e Carolina Bonaparte:
```
└──> 
Napoleone Achille
 (
1801
 – 
1847
), 1º principe di 
Pontecorvo
, sposò Catherine Willis (1803 – 1867), una nipote di 
George Washington

└──> 
Letizia
 (
1802
 – 
1859
), sposò (
1823
) il marchese Guido Taddeo Pepoli (1789 – 1852)
└──> 
Napoleone Luciano Carlo
 (
1803
 – 
1878
), 2º principe di 
Pontecorvo
, sposò (
1831
) l'americana Carolina Georgina Fraser
│    │   (
1810
  – 
1879
)
│    └──>Carolina Letizia (
1832
 – 
1902
), sposò nel 
1850
 Charles, Barone di Chassiron (
1818
 - 
1871
), e in seconde nozze, nel 1872,
│    │   John Lewis Garden (1833 - 1892)
│    └──>
Gioacchino Giuseppe Napoleone
 (1834 – 1901), 4º principe Murat e 3º principe di Pontecorvo, sposò nel 
1854

│    │   Malcy Berthier de Wagram (
1832
 – 
1884
), discendente dal 
Maresciallo Berthier
, e dalla quale ebbe tre figli,
│    │   e in seconde nozze, nel 
1894
, Lydia Hervey (
1841
 – 
1901
)
│    └──>Anna (
1841
 – 
1924
), sposò nel 1865 il conte Antonio de Noailles, duca di Mouchy
│    └──>Carlo Luigi Napoleone Achille (
1847
 – 
1895
), sposò nel 
1868
 la principessa Salome Dadiani di Mingrelia (
1848
 – 
1913
),
│    │    dalla quale ebbe tre figli
│    └──>Luigi Napoleone (
1851
 – 
1912
), sposò nel 
1873
 la principessa Eudoxie de Somow (
1850
 - 
1924
), dalla quale ebbe tre figli
│
└──> 
Luisa Giulia
 (
1805
 - 
1889
), sposò nel 1825 il conte 
ravennate
 
Giulio Rasponi
 (1787 – 1876)
        └──> 
Gioacchino Rasponi Murat
(
1829
 – 
1877
), sposò la principessa Costance Ghika, figlia di Costantino Ghika,
        │    
Grande Ospodaro
  della 
Valacchia

        │    └──>Luisa (1859 – 1919)
        │    └──>Gioacchino (1861 – 1868)
        │    └──>Giulio (1863 – 1916)
        │    └──>Raspone (1872 – 1890)
        │    └──>Eugenia (1873 – 1958)
        └──> 
Achille Rasponi Murat
 (
1835
 – 
1896
), nel 
1862
 sposò la principessa Pulcheria Ghika (
1837
 – 
1895
),
        │   figlia di Costantino Ghika, Grande Ospodaro della Valacchia
        └──> 
Letizia Rasponi Murat
 (
1832
 – 
1906
), sposò il senatore 
Cesare Rasponi Bonanzi
 (
1822
 – 
1886
)
                └──> 
Gabriella Rasponi Spalletti
 (
1853
 – 
1931
),  nel 1870 sposò il nobile 
reggiano

                    │    Venceslao Spalletti Trivelli (
1837
 – 
1899
)
                    └──> Maria Luisa Spalletti Trivelli (1871 – 1875)
                    └──> Carolina Spalletti Trivelli (1873 – 1940)
                    └──> Cesare Spalletti Trivelli (1892 – 1966)
```

## Principi Murat e di Pontecorvo
| Foto | Nome                                 | Data e luogo di nascita                           | Data e luogo di morte                            | Titoli | Data inizio Titoli                                 | Data fine Titoli                                                              |
| ---- | ------------------------------------ | ------------------------------------------------- | ------------------------------------------------ | --- | -------------------------------------------------- | ----------------------------------------------------------------------------- |
|      | Joachim Louis Napoléon Murat         | 25 marzo 1767 Labastide-Fortunière (Francia)      | 13 ottobre 1815 Pizzo Calabro (Italia)           | Maresciallo dell'Impero 1° Granduca di Berg e di Clèves 1º Principe Murat Re delle Due Sicilie Grande Ammiraglio di Francia | 19 maggio 1804 30 marzo 1806 ... 1º agosto 1808    | 13 ottobre 1815 1º agosto 1808 13 ottobre 1815 20 maggio 1815 13 ottobre 1815 |
|      | Achille Charles Louis Napoléon Murat | 21 gennaio 1801 Parigi (Francia)                  | 15 aprile 1847 Wasceissa (Stati Uniti d'America) | 1º Principe di Pontecorvo 2º Principe Murat                                                                                 | 21 agosto 1810 13 ottobre 1815                     | 5 dicembre 1812 15 aprile 1847                                                |
|      | Lucien Charles Joseph Napoléon Murat | 16 maggio 1803 Milano (Italia)                    | 10 aprile 1878 Parigi (Francia)                  | Principe di Napoli 2º Principe di Pontecorvo 3º Principe Murat Principe Imperiale di Francia                                | 1º agosto 1808 5 dicembre 1812 15 aprile 1847 1853 | 20 maggio 1815 10 aprile 1878                                                 |
|      | Joachim Joseph Napoléon Murat        | 21 giugno 1834 Bordentown (Stati Uniti d'America) | 23 ottobre 1901 Château de Chambly (Francia)     | 3º Principe di Pontecorvo 4º Principe Murat                                                                                 | 21 giugno 1834 10 aprile 1878                      | 10 aprile 1878 23 ottobre 1901                                                |
|      | Joachim Napoléon Murat               | 28 febbraio 1856 Boissy-Saint-Léger (Francia)     | 2 novembre 1932 Château de Chambly (Francia)     | 4º Principe di Pontecorvo 5º Principe Murat                                                                                 | 10 aprile 1878 23 ottobre 1901                     | 23 ottobre 1901 2 novembre 1932                                               |
|      | Joachim Napoléon Michel Murat        | 6 agosto 1885 Parigi (Francia)                    | 11 maggio 1938 Parigi (Francia)                  | 5º Principe di Pontecorvo 6º Principe Murat                                                                                 | 23 ottobre 1901 2 novembre 1932                    | 2 novembre 1932 11 maggio 1938                                                |
|      | Joachim Louis Napoléon Murat         | 16 gennaio 1920 Neuilly-sur-Seine (Francia)       | 20 luglio 1944 Parigi (Francia)                  | 6º Principe di Pontecorvo 7º Principe Murat                                                                                 | 2 novembre 1932 11 maggio 1938                     | 11 maggio 1938 20 luglio 1944                                                 |
|      | Joachim Louis Napoléon Murat         | 26 novembre 1944 Boulogne-Billancourt (Francia)   |                                                  | Pupille de la nation 7º Principe di Pontecorvo 8º Principe Murat                                                            | 26 novembre 1944                                   | 26 novembre 1965 3 maggio 1973 in carica                                      |
|      | Joachim Charles Napoléon Murat       | 3 maggio 1973 Neuilly-sur-Seine (Francia)         |                                                  | 8º Principe di Pontecorvo                                                                                                   | 3 maggio 1973                                      | in carica                                                                     |